# 二つの讃歌への前奏曲
「二つの讃歌への前奏曲」 (ふたつのさんかへのぜんそうきょく) は、1935年に早坂文雄が作曲した管弦楽作品である。

## 曲の概要
1935年、当時21歳の早坂が日本放送協会の「祝典用管弦楽曲」公募に応募し、第二位に入選した作品である。また彼の管弦楽作品の処女作でもある。全二楽章、演奏時間は10分程度。

## 楽器編成
フルート2、オーボエ1、コーラングレ1、クラリネットB♭2（2番はA管持ち替え）、バスクラリネット1、ファゴット2、ホルン2、トランペット2、トロンボーン1、ティンパニ、ハープ、弦楽五部

## 初演
1936年1月1日の昼、ラジオによって放送初演された。山田耕筰指揮、日本放送交響楽団 (旧新交響楽団) の演奏である。